# Korg MS2000
De Korg MS2000 is een virtueel analoge synthesizer die door Korg van 2000 tot 2004 werd geproduceerd.

## Kenmerken

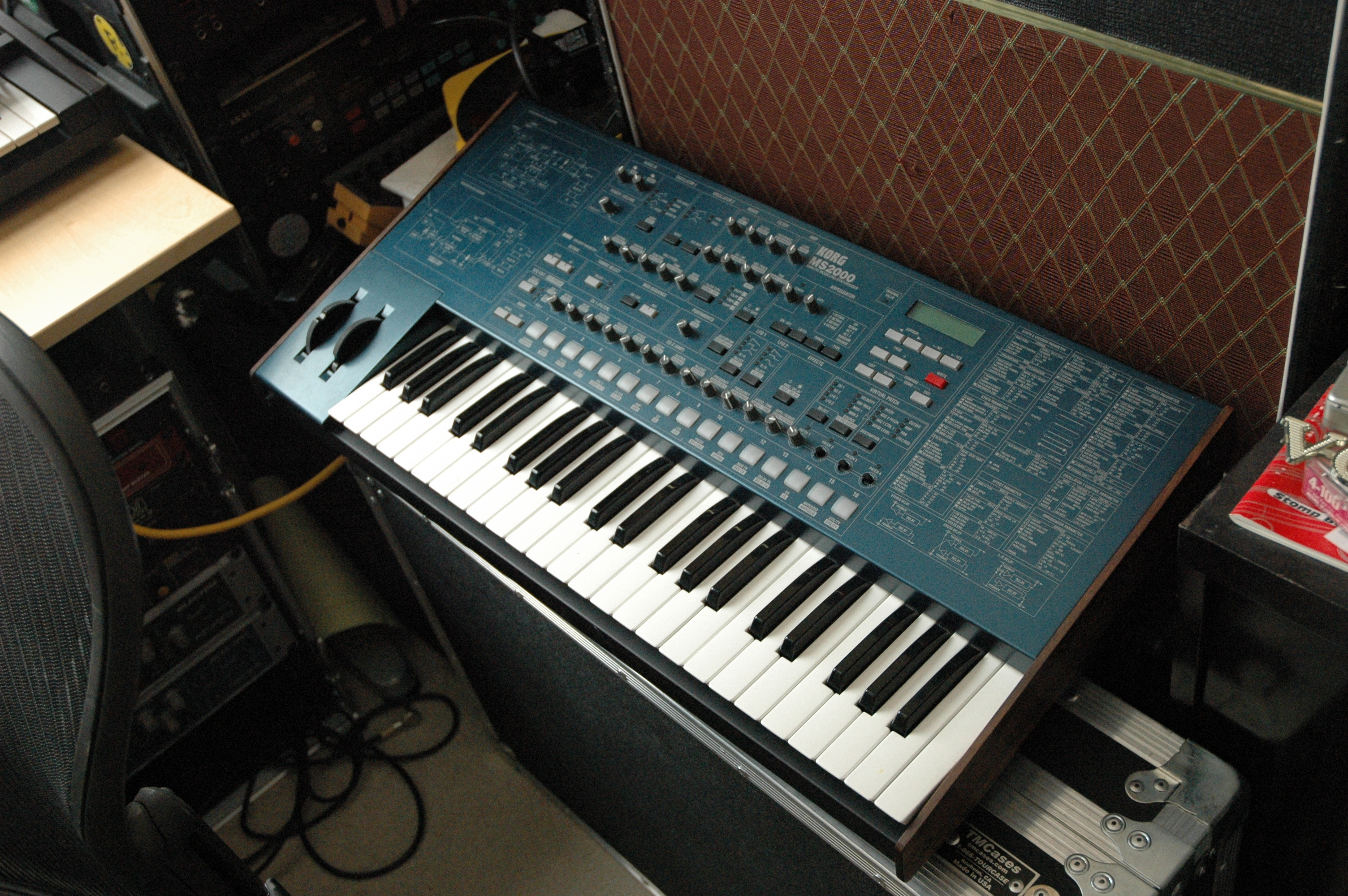
De oorspronkelijke MS2000.

De synthesizer werd zowel als keyboardversie en klankmodule aangeboden. Het model moest de klanken van de MS-10 en MS-20 weer terugbrengen op de markt, door middel van virtueel analoge klanksynthese. De ruim 80 aanwezige knoppen kunnen gebruikt worden voor het beïnvloeden van de klank.
De rackversie heeft 16 knoppen die als eenvoudig klavier kunnen worden gebruikt. De toetsenbordversie heeft 44 aanslaggevoelige toetsen met aftertouch.
De Korg MS2000 moest in die tijd concurreren met andere virtueel analoge synthesizers, zoals de duurdere Clavia Nord Modular en de Roland JP-8000. Om de kosten te drukken koos Korg voor een polyfonie van slechts vier stemmen.

## Modellen
Van de MS2000 zijn vier versies uitgekomen. De oorspronkelijke MS2000 en de MS2000R rackversie kwamen uit in 2000, een nieuwere MS2000B en bijbehorende rackvariant MS2000BR kwamen in 2003 op de markt. Deze bijgewerkte modellen hebben een nieuw ontwerp en extra klanken.
- MS2000, MS2000R (2000-2004)
- MS2000B, MS2000BR (2003-2004)